# Trochocyathus
Trochocyathus är ett släkte av koralldjur. Trochocyathus ingår i familjen Caryophylliidae.

## Dottertaxa tillTrochocyathus, i alfabetisk ordning[1]
- Trochocyathus aithoseptatus
- Trochocyathus apertus
- Trochocyathus brevispina
- Trochocyathus burchae
- Trochocyathus caryophylloides
- Trochocyathus cepulla
- Trochocyathus cooperi
- Trochocyathus decamera
- Trochocyathus discus
- Trochocyathus efateensis
- Trochocyathus fasciatus
- Trochocyathus fossulus
- Trochocyathus gardineri
- Trochocyathus gordoni
- Trochocyathus hastatus
- Trochocyathus japonicus
- Trochocyathus laboreli
- Trochocyathus longispina
- Trochocyathus maculatus
- Trochocyathus mauiensis
- Trochocyathus mediterraneus
- Trochocyathus oahensis
- Trochocyathus patelliformis
- Trochocyathus philippinensis
- Trochocyathus porphyreus
- Trochocyathus rawsoni
- Trochocyathus rhombocolumna
- Trochocyathus semperi
- Trochocyathus spinosocostatus
- Trochocyathus vasiformis
- Trochocyathus wellsi